# Myst (серия игр)
Myst — серия компьютерных игр и литературных произведений, повествующих о событиях, связанных с А́трусом (Atrus) и его семьёй, потомками древней цивилизации D'ni, обитавшей глубоко под землёй и способной с помощью Искусства создавать книги-порталы, ведущие в параллельные миры.

## Игры
- Myst
  - Myst: Masterpiece Edition — ремейк игры с обновленной графикой и музыкой.
  - realMYST — главный ремейк игры, выполненный на 3D-движке и включающий в себя новую локацию.
- Riven: The Sequel to Myst
- Myst III: Exile
- Myst 4: Revelation
- Myst 5: End of Ages
- Uru: Ages Beyond Myst
  - Uru: To D’ni
  - Uru: The Path of the Shell
- Uru Live — замороженный онлайн-проект.
  - Until Uru — возобновлённый онлайн-проект.
- Myst Online: Uru Live again (MOULa) — проект, существующий в настоящее время на принципе открытого кода.

### Романы
- The Book of Atrus
  - Первый из трех романов, затрагивающих вселенную серии Myst, был опубликован 1 января 1995 в Нью-Йорке издательством Hyperion Books. Предварительный замысел произведения появился у Райана Миллера еще в 1994, однако развить его в полноценный роман помогло лишь участие в проекте талантливого английского писателя Дэвида Уингроува. Первая глава романа позже, 24 сентября 2003, была опубликована в Интернете по следующему адресу: The D’ni Jazz Club, краткий пересказ романа можно найти на данном сайте. На русском языке книга была опубликована в 1997 издательством «Армада» под названием «Мист», в электронном варианте доступна на сайте «Всё о квестах».
- The Book of Ti’ana
  - Второй роман в серии, однако хронологически является первым из трех, опубликован издательством Hyperion Books в ноябре 1996. Книга затрагивает историю семейства Атруса. Краткий пересказ романа доступен здесь. На русском языке не издавался.
- The Book of D’ni
  - На текущий момент это последний роман в серии, но за ним последуют продолжения. Появился в ноябре 1997, издатель Hyperion Books. Сюжет книги повествует о ранней истории Д’ни и хронологически умещается в промежуток между событиями игр Riven и Myst 3: Exile. Краткий пересказ доступен здесь. На русском языке не издавался.
- The Book of Marrim
  - Готовящийся к выходу четвертый роман в серии.

### Комиксы
Издательство Dark Horse Comics выпустило два комикса по мотивам игры. Изначально планировалась целая серия комиксов, но из-за разногласий разработчиков игры и издательства она была закрыта.
- Passages
- The Book of Black Ships

## Саундтреки
- Myst: The Soundtrack, композитор Робин Миллер (Robyn Miller).
- Riven: The Soundtrack, композитор Робин Миллер (Robyn Miller).
- Myst III: Exile Soundtrack, композитор Джек Уолл (Jack Wall).
- Uru Music, композитор Тим Ларкин (Tim Larkin).
- Myst IV: Revelation Soundtrack, композитор Джек Уолл (Jack Wall).
- Myst V: End of Ages Soundtrack, композитор Тим Ларкин (Tim Larkin).